# Thando Hopa

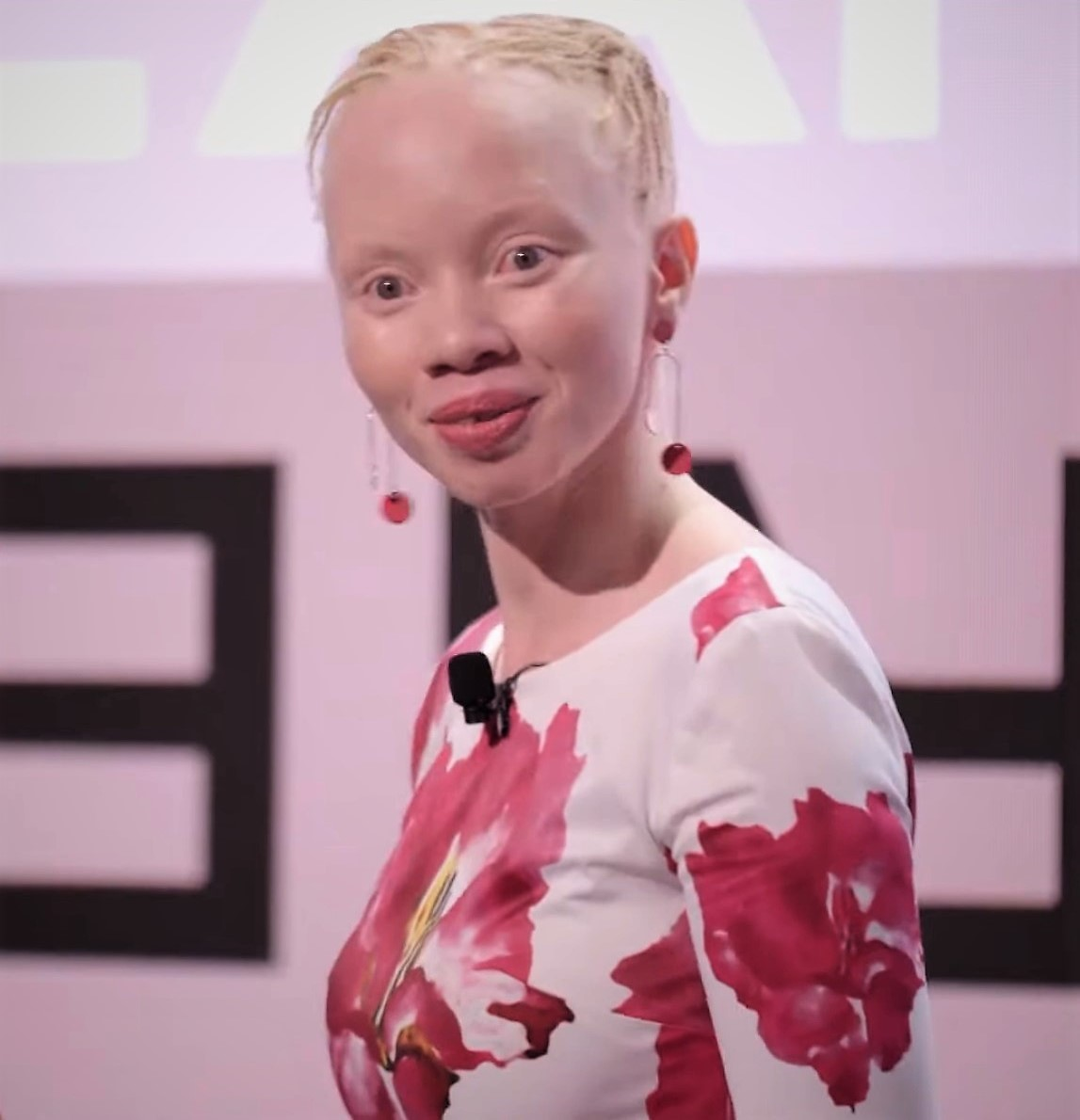
Thando Hopa

Thando Bulane Hopa  (Sebokeng, 1989) is een Zuid-Afrikaans model, advocaat en activiste. Ze werd bekend doordat ze zelf albinisme heeft en tegen discriminatie strijdt.

## Biografie
Hopa werkte als openbaar aanklager toen ze door Gert-Johan Coetzee gespot werd. Hierdoor kon ze als model aan de slag en was onder andere te zien op de catwalk van Coetzee (2012), de Pirellikalender (2018), de Vogue-portugal cover (2019). 
Daarnaast was ze ook te zien als Artemis in de miniserie Troy: Fall of a City (2018) en als zichzelf in de tv-series Takalani Sesame (2000) en Game Changers (2018).
Ze is tevens ook lid van de jury voor de Miss Zuid-Afrika-wedstrijd. 

## Erkentelijkheden
- 2018 - 100 Women Award (BBC)
- 2019 - Ze is de eerste vrouw met albinisme die op de cover van Vogue stond.[4][5]